# 365 (číslo)
Tři sta šedesát pět je přirozené číslo. Následuje po číslu tři sta šedesát čtyři a předchází číslu tři sta šedesát šest. Řadová číslovka je třistašedesátý pátý nebo třistapětašedesátý. Římskými číslicemi se zapisuje CCCLXV a řeckými číslicemi τξε.

## Matematika
365 je:
- Bezčtvercové celé číslo
- Deficientní číslo
- Šťastné číslo
- Nepříznivé číslo

## Astronomie
- 365 dnů je zaokrouhlená doba oběhu Země kolem Slunce
- 365 je počet dní nepřestupného roku
- (365) Corduba je planetka hlavního pásu, kterou objevil v roce 1893 Auguste Charlois

## Ostatní
- V konceptu 613 micvot je podle judaismu 365 negativních přikázání neboli zákazů

## Roky
- 365
- 365 př. n. l.